# Али Соили
Али Соили (на френски: Ali Soilih) е бивш коморски президент от 1975 до 1978, станал известен като един от най-ексцентричните африкански диктатори.
Роден е в коморско семейство в Мадагаскар през 1937, където учи до втори клас, и завършва агрономия във Франция. След като се завръща на Коморските острови, работи 2 години като земеделец.
Назначен е за ръководител на Обществото за икономическо развитие на Коморите. През 1967 става депутат, а през 1970 – министър на снабдяването и туризма. Маоистките му убеждения се подсилват след началото на културната революция и той извършва преврат през 1975 с благословията на Франция. Официално става президент през 1976. От една страна той провежда лява политика, характерна за социалистическите страни, а от друга поставя на първо място собствените си ексцентрични интереси.
Соили забранява част от местните традиции, считани за примитивни, и дава на жените равни права с мъжете. Полага усилия да подобри инфраструктурата в страната, като за целта използва политически затворници като роби. Легализира употребата на канабис и се опитва да създаде утопично, изолирано общество, видоизменяйки културата на Коморските острови според собствените си виждания. Създава специален хунвейбински военен корпус (т.нар. моиси), с помощта на който провежда чистка срещу старейшините на различни племена. Дава много повече права на младите, сваляйки ограничението за гласуване до 14 години. Въвежда закон за натурален данък върху улова на риба от рибарите. Танзания и Северна Корея обучават и въоръжават коморската армия.
Започва култ към личността му, като самият той казва:
„Аз съм вашият Бог и вашият учител. Аз съм божественият път, факелът, който осветява тъмнината. Няма друг бог освен Али Соили“. 
Заради модела на Културната революция, който прилага, Франция спира помощите за страната му. Соили отговаря със скъсване на отношенията с тази държава и изгаря френския архив, който се намира на островите. Последвалата икономическа криза довежда до свалянето му от власт през 1978. Убит е от военните при неизвестни обстоятелства, но след смъртта му има всенародно тържество.